# Съезд народных депутатов СССР
Съезд народных депутатов СССР (аббрев. СНД СССР) — высший орган государственной власти в Союзе Советских Социалистических Республик на заключительном этапе его существования — в 1989—1991 годах.
I Съезд народных депутатов Союза ССР начал работу 25 мая 1989 года и стал значительным политическим событием в жизни государства. Последний раз Съезд нардепов Советского Союза собирался 5 сентября 1991 года, когда по предложению президента Союза Советских Социалистических Республик М. С. Горбачёва V съезд нардепов Союза принял решение о фактическом самороспуске.

## История
Генеральный секретарь ЦК КПСС М. С. Горбачёв на XIX конференции КПСС в июне — июле 1988 года объявил курс на политическую реформу. 1 декабря 1988 года был принят Закон СССР «О выборах народных депутатов СССР» и внесены необходимые изменения в Конституцию СССР 1977 года.

## Полномочия съезда
К исключительному ведению съезда относились:
- принятие Конституции СССР и внесение в неё изменений;
- принятие решений по вопросам национально-государственного устройства, отнесенным к ведению Союза ССР; определение государственной границы СССР; утверждение изменений границ между союзными республиками;
- определение основных направлений внутренней и внешней политики СССР;
- избрание Верховного Совета СССР и его председателя;
- утверждение председателя Совета Министров СССР, председателя Верховного суда СССР, Генерального прокурора СССР, председателя Высшего арбитражного суда, избрание Комитета конституционного надзора СССР;

Съезд принимал Законы СССР и постановления большинством голосов от общего числа народных депутатов Советского Союза.
В декабре 1989 года Съездом были приняты «Регламент Съезда народных депутатов СССР и Верховного Совета СССР», а также закон «О статусе народных депутатов в СССР».

## Состав съезда
Съезд состоял из 2250 депутатов, избранных на 5 лет в следующем составе:
- 750 депутатов от территориальных округов (с равной численностью избирателей);
- 750 депутатов от национально-территориальных избирательных округов по нормам:
  - по 32 депутата от каждой союзной республики,
  - по 11 депутатов от каждой автономной республики (АССР),
  - по 5 депутатов от каждой автономной области,
  - по одному депутату от каждого автономного округа;
- 750 депутатов от общесоюзных общественных организаций по квотам, установленным Законом «О выборах народных депутатов СССР»:
  - по 100 депутатов от КПСС, ВЦСПС и кооперативных организаций (колхозов и потребкооперации),
  - по 75 депутатов от ВЛКСМ, женских советов, организаций ветеранов войны и труда, научных обществ, творческих союзов,
  - 75 депутатов от других общественных организаций, имеющих общесоюзные органы.

Точное количество депутатов от каждой общественной организации (в пределах установленных законом квот) определялось на совместных заседаниях руководящих органов данных организаций, созываемых Центральной избирательной комиссией по выборам народных депутатов СССР (окончательное распределение сформировалось на выборах народных депутатов СССР).
Квота от общественных организаций нарушала принцип «1 избиратель — 1 голос», поскольку избиратель мог состоять сразу в нескольких общественных организациях (КПСС, ВЦСПС и тому подобных).
На момент закрытия V съезда (сентябрь 1991 года) было избрано 2 225 депутатов.

## Выборы депутатов
Выборы народных депутатов СССР прошли 26 марта — 21 мая 1989 года.
В списки избирателей для выборов народных депутатов СССР по избирательным округам были включены 192 575 165 человек, в голосовании приняли участие 172 840 130 человек (89,8 %).

## Съезды народных депутатов СССР
- I Съезд: 25 мая — 9 июня 1989
- II Съезд: 12 декабря — 24 декабря 1989
- III Съезд: 12 марта — 15 марта 1990
- IV Съезд: 17 декабря — 26 декабря 1990
- V Съезд: 2 сентября — 5 сентября 1991

## Прекращение деятельности

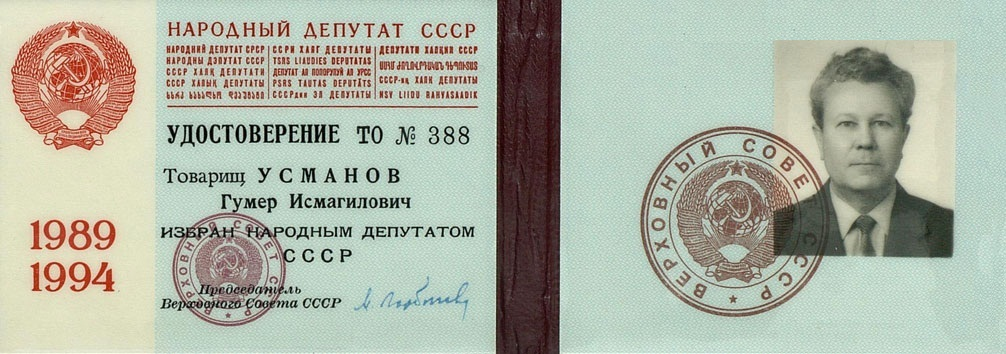
Депутатское удостоверение народных депутатов СССР (1989 год)

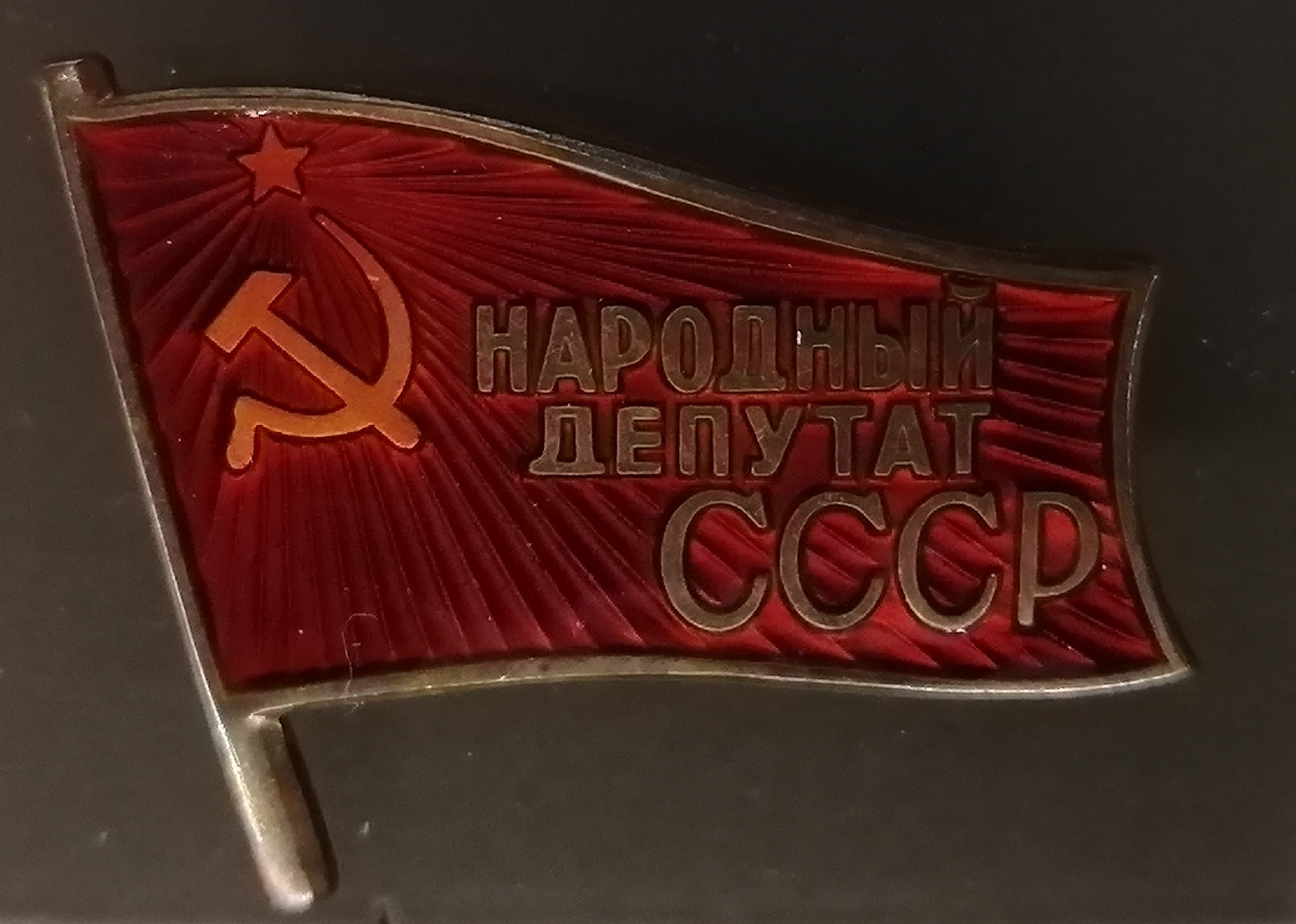
Значок Народного депутата СССР

5 сентября 1991 года V съезд народных депутатов СССР принял «Декларацию прав и свобод человека», объявил переходный период для формирования новой системы государственных отношений, подготовки и подписания Договора о Союзе Суверенных Государств. По предложению М. С. Горбачёва съезд фактически самораспустился, приняв закон «Об органах государственной власти и управления Союза ССР в переходный период». В проекте закона предлагалось принять решение о нецелесообразности проведения в переходный период очередных съездов народных депутатов СССР, однако при голосовании народные депутаты отклонили это предложение.
9 декабря 1991 года, на следующий день после подписания соглашения о создании СНГ, президент СССР Михаил Горбачёв сделал заявление, в котором говорится, что каждая союзная республика имеет право выхода из СССР, но судьба многонационального государства не может быть определена волей руководителей трёх республик. Вопрос этот должен решаться только конституционным путём с участием всех союзных республик и учётом воли их народов. Также говорится о необходимости созыва съезда народных депутатов СССР.
10 декабря народные депутаты СССР Александр Оболенский и Владимир Самарин начали сбор подписей среди своих коллег за созыв чрезвычайного VI Съезда народных депутатов СССР. Под обращением к Президенту СССР и Верховному Совету СССР с предложением созвать Съезд подписалось 397 депутатов.
17 декабря 1991 года народные депутаты СССР — члены Совета Союза Верховного Совета СССР — приняли заявление в связи с подписанием соглашения о создании СНГ и ратификацией его Верховными Советами РСФСР, Белоруссии и Украины, в котором объявили, что считают принятые решения о ликвидации общегосударственных органов власти и управления незаконными и не отвечающими сложившейся ситуации и жизненным интересам народов, и в случае дальнейшего осложнения обстановки в стране заявили, что оставляют за собой право созыва в будущем Съезда народных депутатов СССР.
27 декабря 1991 года, «в связи с прекращением существования Союза Советских Социалистических Республик и образованием Содружества Независимых Государств» Верховный Совет РСФСР постановил прекратить депутатскую деятельность народных депутатов СССР на территории Российской Федерации со 2 января 1992 года. С того же дня было запрещено применять нормативные акты СССР, регулирующие деятельность народных депутатов СССР.
Между тем некоторые бывшие народные депутаты СССР в годовщину всесоюзного референдума — 17 марта 1992 года — попытались созвать в подмосковном совхозе Вороново VI Съезд народных депутатов СССР, но съезд не состоялся из-за отсутствия кворума, поскольку собралось всего около 200 человек. Президиум Верховного Совета России признал попытки возобновления деятельности любых органов бывшего СССР на территории Российской Федерации посягательством на государственный суверенитет России и несовместимыми со статусом Российской Федерации как независимого государства. Однако до 25 декабря 1993 года действовала Конституция Российской Федерации — России (РСФСР) 1978 года, в которой после декабря 1991 года продолжали упоминаться Конституция СССР и законы СССР.

## Оценка в научно-популярной литературе
В научно-популярных работах Д. А. Лукашевича съезд рассматривается как инструмент М. С. Горбачёва по преднамеренному развалу СССР.